# Savalou-Attakè
Savalou-Attakè ist ein Arrondissement im Departement Collines im westafrikanischen Staat Benin. Es ist eine Verwaltungseinheit, die der Gerichtsbarkeit der Kommune Savalou untersteht.

## Demografie und Verwaltung
Gemäß der Volkszählung 2013 des beninischen Statistikamtes INSAE hatte das Arrondissement 10.347 Einwohner, davon waren 4937 männlich und 5410 weiblich.
Von den 111 Dörfern und Quartieren der Kommune Savalou entfallen sieben auf Savalou-Attakè:
1. Azonkangoudo
2. Covèdji
3. Doïssa Honnoukon
4. Doïssa Sokpa
5. Logbo
6. Moussoungo
7. N’gbèhan